# Leptonemella froeyensis
Leptonemella froeyensis is een rondwormensoort uit de familie van de Desmodoridae. De wetenschappelijke naam van de soort is voor het eerst geldig gepubliceerd in 1946 door Allgén.